# Políticas de cuidado
Políticas de Cuidado hace referencia a la nueva generación de políticas de igualdad de género dirigidas a la sostenibilidad de la vida. Los cuidados son todas aquellas actividades necesarias para garantizar el bienestar físico y emocional de las personas necesarias para una vida digna. La noción actual de los cuidados es una aportación de los estudios feministas, de forma destacada desde la economía feminista que ha subrayado la necesidad de colocar en el centro la sostenibilidad de la vida y no la acumulación de la riqueza.
Estos cuidados están en el centro del desarrollo social y económico de los países, sin embargo su aportación se ha invisibilizado y se mantiene como elemento central de la división sexual del trabajo que es fundante de la desigualdad de género.

## Teoría feminista del cuidado
Las teorías feministas han subrayado que las necesidades de cuidado se resuelven de forma muy desigual dependiendo de los recursos materiales, el grupo étnico, la infraestructura de servicios, el arreglo familiar y la participación específica del Estado, el mercado y el tercer sector. Un elemento central es que son altamente generizados, es decir, son las mujeres las que en su gran mayoría son responsables de proveer de cuidados a las personas tanto al interior de las familias (madres, abuelas, hermanas, hijas, etc.), o a través de servicios privados o públicos (enfermeras, educadoras, maestras, cocineras, trabajadoras domésticas, etc.) lo que tiene un costo no sólo en la carga global de trabajo para las mujeres sino que limita sus oportunidades y su tiempo.
En la carga global de trabajo, se consideran tanto el trabajo remunerado como el trabajo no remunerado. Una de las aportaciones más relevantes de las reflexiones y debates en torno a la cuestión del cuidado es la necesaria corresponsabilidad del cuidado que compromete tanto a las familias, el Estado, las regulaciones del mercado y el tercer sector.
En este momento[¿cuándo?], se transita de forma progresiva en acciones que permitan concretar el derecho al cuidado en varias regiones del mundo lo que implica para los Estados la puesta en marcha de políticas de cuidados en tres niveles: políticas de corresponsabilidad, políticas de conciliación, infraestructura y servicios de cuidados cuyos objetivos sean la redistribución de las responsabilidades y trabajos de cuidados, reducción de los costos personales del cuidado y el reconocimiento del valor de los cuidados para el desarrollo y la sostenibilidad de la vida.

## Trabajo reproductivo o de cuidados
El trabajo de cuidados es aquel trabajo dirigido a la reproducción humana que puede o no estar asalariado o retribuido. Se le denomina trabajo reproductivo para diferenciarlo del trabajo de la producción dirigido a bienes y servicios. Frente al trabajo productivo, asalariado y reconocido socialmente en las sociedades industrializadas, el trabajo de la reproducción no se reconoce ni económica ni socialmente. Los cambios sociales en el ámbito productivo como reproductivo obligan a replantear la tradicional y desigual distribución de cargas entre mujeres y hombres así como el reconocimiento social y económico del trabajo reproductivo.